# Sicarius
Sicarius és un gènere d'aranyes araneomorfs de la família dels sicàrids (Sicariidae). Fou descrit per primera vegada per Charles Athanase Walckenaer l'any 1847. L'any 2017, les espècies de Hexophthalma va ser separades del gènere Sicarius. Les espècies de Sicarius són pròpies d'Amèrica del Sud amb una espècie que viu a Amèrica Central.
Els sicàrids són unes aranyes molt verinoses. El verí dels exemplars de Sicarius, però, és menys perillós que el de les altres dos gèneres de sicàrids, Hexophthalma i Loxosceles.

## Descripció i hàbitat
Els exemplars de Sicarius viuen en zones seques i desèrtiques d'Amèrica del Sud (amb l'única excepció és l'espècie centroamericana S. rugosus). Tots tenen sis ulls arranjats en tres grups de dos ulls. S'assemblen a les aranyes cranc, els tomísids (Thomisidae), i als membres de la família dels homanolínquids. Sicarius no té el dibuix de violí característic de Loxosceles.
Són aranyes que poden viure molt anys, fins a 15 anys, el que les converteix en les aranyes araneomorfes més longeves; entre les aranyes, algunes taràntules (migalomorfs) poden viure entre 20 i 30 anys. També poden viure durant molt de temps sense menjar ni aigua.

## Taxonomia
El gènere Sicarius va ser descrit per Walckenaer l'any 1847, en aquell moment amb una única espècie, S. thomisoides. El número de les espècies col·locades en el gènere va anar augmentant fins al 2017, quan un estudi filogenètic de Magalhaes, Brescovit i Santos va mostrar que les espècies sud-africanes de Sicarius eren diferents, i es va recuperar el gènere Hexophthalma. Les espècies de Sicarius es troben a Amèrica del Sud, i una espècie a Amèrica Central. Les espècies transferides van ser:
- Sicarius albospinosus = Hexophthalma albospinosa (Purcell, 1908)
- Sicarius damarensis = Hexophthalma damarensis (Lawrence, 1928)
- Sicarius dolichocephalus = Hexophthalma dolichocephala (Lawrence, 1928)
- Sicarius hahni = Hexophthalma hahni (Karsch, 1878)
- Sicarius spatulatus = Hexophthalma spatulata (Pocock, 1900)

Sicarius forma part de la mateixa subfamília que Hexophthalma, els sicarins (Sicariinae):
| Loxoscelinae | Loxosceles                                                |
|              | Loxosceles                                                |
| Sicariinae   | \| \| Hexophthalma \| \| \| \| \| \| Sicarius \| \| \| \| |
|              | \| \| Hexophthalma \| \| \| \| \| \| Sicarius \| \| \| \| |
|              | Hexophthalma                                              |
|              |                                                           |
|              | Sicarius                                                  |
|              |                                                           |

|  | Hexophthalma |
|  |              |
|  | Sicarius     |
|  |              |

## Verí
Les aranyes d'aquest gènere, com les d'altres espècies de la família Sicariidae, produeixen un verí que conté un agent necrosant de la pell (dermonecròtic); és la esfingomielina D, que només es troba en alguns bacteris patògens. Les espècies que queden dins Sicarius semblen tenir un verí menys potent que les de "Hexophthalma".